# مشاة خط

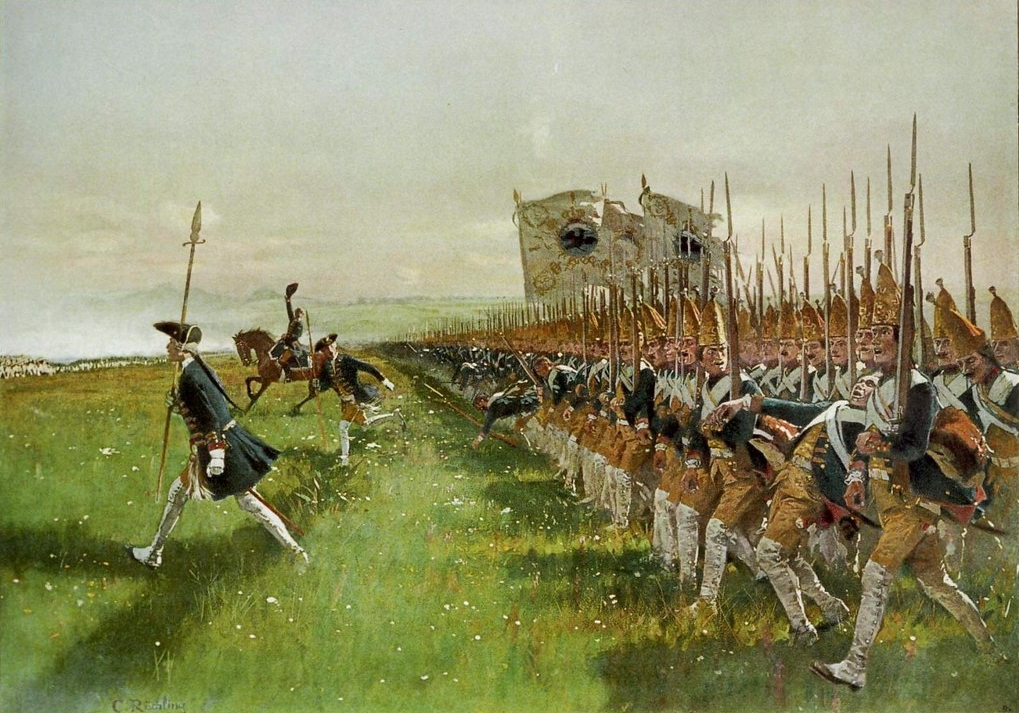

مشاة الخط (بالإنجليزية: Line infantry) هم نوع من المشاة , الذين شكلوا الأساس للجيوش الأوروبية ما بين منتصف القرن السابع عشر و القرن التاسع عشر .
ظهر مشاة الخط في القرن السابع عشر , حيث كان الملك السويدي غوستاف الثاني أدولف قرر أن يسلح جيشه بنوع من الأسلحة الجديدة النارية , و لكن لم يتلقَ الأسلحة الجديدة من الجيش السويدي إلا فرق الخيالة خلال فترة حياة الملك , و بعد موته بوقت قصير تم تسليح المشاة السويديين بنوع جديدة من الأسلحة التي تسمى Muskets , حيث كانت أخف من البنادق القديمة المستعملة قبل هذه البنادق الخفيفة الجديدة , و كان صنع هذه البنادق القديمة الخفيفة و سهلة الاستخدام يحتاج قليل من الحديد لذلك تم إنتاج الكثير منها , و بذلك نشأ مشاة الخط .

## التكتيكات الخطية و الأدوار
استعمل مشاة الخط في معاركهم و حروبهم ثلاث أنواع من التموضعات و الترتيبات و هي : الخط أو المربع أو العمود .
بسبب التكاثر الهائل في إنتاج الأسلحة النارية و إصدارها إلى المشاة خلال منتصف القرن السابع عشر , و هيمت التكتيكات الخطية على تموضع الجنود أثناء المعركة حيث يمتد خط طويل و رقيق من الجنود المشاة , الخط الواحد يحوي من 2-4 رتب مختلفة .
و كان قصر مدى الأسلحة ذلك الوقت و بطئ حشو السلاح مرة بعد مرة أساسيا في أخذ طريقة الرمي الجماعي الكثيف لإيقاع أكبر الخسائر في قوات العدو , و ضد هجومات الخيالة يمكن التحول مباشرة إلى التكتيك المربع , الذي يوفر الحماية للمشاة من الخيالة .
التحرك في وضعية الخط كان بطيئا للغاية , و لذلك كانت تتخذ وضعية الخط عند الثبات .

## التجنيد و التدريب
كانت طبيعة التحركات تقتضي الانضباط الصارم و الحركات البسيطة , و تم تبني العقابات بشكل واسع بين مشاة الخط , و أصبح مشاة الخط نوع متشابه في الجيوش الأوروبية .

## التسليح و المعدات
تم تزويد المشاة خلال منتصف القرن السابع عشر بحرب تعلق على فوهة البنادق للقتال القريب و الاستخدام ضد فرق الخيالة .